# 教育問題

教育問題（きょういくもんだい）とは、教育現場で生起する諸問題の総称。教育問題は、子供自身の問題と、学校教育制度の問題とに大別される。
各問題についてはCategory:教育問題を参照。

## 子供自身の問題
内部的要因
- いじめ、不登校、非行
- 校内暴力、学級崩壊
- 学業不振、学歴信仰、活字離れ、学力偏差値
- 精神疾患、発達障害

外部的要因
- 都市化、少子高齢化、成果主義
- 機能不全家族、毒親
- 同調圧力
- 学校裏サイト

## 教員の問題

### わいせつ教員
中学校で、部活動の副顧問をしていた男性教諭からわいせつ行為を受けた女子生徒が、高校進学後自殺した事件も起こっている。また、小学校3年生の担任が複数の受け持ち女児を呼び出し日々下着の中に手を入れるなどの猥褻行為を行い懲戒処分で失職となった教員が、その後障害のある子どもたちの支援施設に就労している実態もある。2021年6月には、東京都足立区で男性教諭(33)が自分が5年間勤務する小学校の女子トイレに小型カメラを置き、児童を撮影した疑いで児童ポルノ禁止法違反で再逮捕された。既に都迷惑防止条例違反容疑で逮捕されていた。同教諭は特別支援学級を担当していた。
教員の資質に関する問題では、2019年度までの5年間に猥褻・セクハラ行為で懲戒処分を受けた公立小中高校などの教員が千人を超え、このうち約半数が自校の教え子に加害行為をしていた。過度な服装調査も猥褻やセクハラの場面となることもある。なお、文部科学省は猥褻教員の免許再取得を3年から5年に延長する方針の教育職員免許法（教免法）改正の動きがあり2020年現在批判が集まっている。教育現場から性犯罪をなくすには教員の業務の見直しを図るべきであり、日本の教員は家庭訪問や子どもの悩み相談などで内面的な介入が求められ精神的にも距離が近くなり好意が発生する可能性が高い。仕事内容を見直さないと、ストレスフルな環境が続き、状況も変わらないとの京都教育大の榊原禎宏教授の指摘がある。2021年5月、教員らによる児童生徒へのわいせつ行為を防止する「わいせつ教員対策新法」は参院本会議で可決、成立した。免許失効者から再交付の申請があった際、都道府県教委は専門家らによる「教員免許再授与審査会」を設ける。

### 暴力
奈良県大和高田市教育委員会の元幹部ら9人が、市立小学校に通っていた児童の親族から不当な要求を受け続け、計1億円超を私的に支払わされていたり校長に土下座で謝罪を強要するというトラブルが起こっていた。このように学校だけでは解決できない事案も発生することがある。
教師間の暴力が起こる場合もあり、神戸市立の小学校内で3中堅層の教員4人が、20代の若手教員4人に暴行や暴言、セクハラを繰り返し、被害届が出された。「職員室カースト」との呼び名もあるように、閉鎖的な学校空間の中で教員間の力関係でパワハラが起こることがある。
教師に対する暴力や子ども間の暴力は、警察に通報したり被害届を出すなどの校外の介入を求めることを教育の敗北として受け止めてきた向きがあり、消極的な対応がなされることがあった。しかし子ども間とは言え被害者の人権を守り、また教師の労働における安全確保はなされるべきであるため、文部科学省でも警察との連携を推奨している。

## 学校教育制度の問題
- 管理教育、詰め込み教育、校則による画一化
- 子どもの貧困[12]
- 教育格差
- 学校管理下における事故
- 外国にルーツをもつ子どもの増加
- 学校事故

### 教員の労働環境
教員に対する残業未払いや、過労死などの問題もあり、教員の労働環境も問題とされている。日本の教員の労働時間はTALIS調査の参加国でも最長であり、その後、2017年(平成 29)6月，松野博一文部科学大臣が、中央教育審議会(中教審)に「学校における働き方改革に関する総合的な方策について」諮問、中教審は2019年(平成31)1月25日に答申をまとめた。中教審は「教師の勤務時間の上限に関するガイドライン」において、1か月の在校総時間から条例等で定められた勤務総時間を減 じた時間が45時間を超えないこと、1年間の在校総時間から条例等で定められた勤務総時間を減 じた時間が360時間を超えないことを制定した。
また、学級規模が大きいことは教員1人当たりの児童生徒の数が多いことを意味し、日本の教員が非常に多忙であることと密接に関わっている。教育新聞調査では、公立学校教員の96.6%が少人数学級の実現を求めていた。教員の多忙の問題の抜本的な解決に向けた基本的な対応として、学級規模の見直しが迅速に進めることが求められているとの指摘がある。
2020年12月、政府は新型コロナウイルス対策で教室内での密集回避などのため、小学校について現行の１学級40人（小学1年は35人）としている上限人数を引き下げ、全学年で35人とすことを公表し、複数年かけて段階的に人数を引き下げる計画とした。しかし学校基本調査によると小学校の学級規模は平均で28人と既に35人よりも小さい実態があり、教員採用試験の倍率の低下による質の低下が課題となるとの指摘がある。

### ブラック校則
千代田区立麹町中学校では工藤勇一校長の元で、服装や頭髪の指導は行わない、朝の会議の短縮化など学校の改革を進めている。また東京都世田谷区立桜丘中学校でも元西郷孝彦校長の元で、生徒の髪形や服装の校則はない。非合理とも言える強い生徒への締め付けがある「ブラック校則」は下着・インナーの指定や外泊・旅行、団体加入・集会と言った私生活への干渉の見直しが求められている。福岡県弁護士会の調査では違反がないかどうか教員が下着をチェックした例や、内申点を盾に生徒の疑問を威圧したケースもあり、男性教諭から下着の色を指摘され不登校になったとの証言もあった。なお、ランジェリーショップの店員による検証では、白など肌より薄い色は色浮きして服の上から目立ちやすく、透けないことを目的にするのであれば紺色など濃いめの色の方やキャミソールなどのインナーを利用すべきとの結果がある。そもそもシャツが白である必然性はなくスラックスなど多様な選択肢と共に、白以外のカラーワイシャツや夏は速乾性に優れるカラーポロシャツを採用する学校もある。

### 早生まれによる不利益
成長途上にある幼少期においては数ヶ月の誕生日の差によって発達の度合いが大きく異なるため、学年の中で最も若い1月1日頃から4月1日にかけて生まれたいわゆる「早生まれ」の児童・生徒は、他の同学年の児童・生徒と比べて発達が遅れ、学業やスポーツなどのさまざまな面において不利となる。この現象を学術的用語で「相対年齢効果」(Relative Age Effect）という。
相対年齢効果は国際的にも学術的な研究によって実証されており、諸外国では、早生まれの子どもなどは発達状況によってまだ入学が適切でないと考えられる場合、入学を1年延期することができるなど、対策を講じている国や地域もある。しかし、日本では、国レベル・自治体レベルでの対策はほぼ行われていないし、そもそも早生まれが不利であることが教育制度上の問題であるとの認識自体が欠如している。
ただし、慶應義塾幼稚舎や学校法人玉川学園小学部などの一部の学校では、早生まれが不利とならないように、誕生月に応じて入試の合格者の枠を設けたり、誕生日に応じてクラス分けするなどの対策を独自に取り入れている例もある。

### 制服問題
制服については教育委員会ではなく学校長判断で着用が決定し、また変更等が決められる。しかし、これまでに制服の問題が数々指摘されており、たとえば、性自任への配慮やスカート内の盗撮とその動画販売拡散などの被害、女生徒の生理の経血もれの心配や寒さによる月経困難症の重篤化や自転車通学でのスカート着用において風で捲れる、スカートの巻き込み事故があるといった行動面での問題もある。
制服がセクシャルハラスメント、性的暴行を誘発しているという指摘もなされている。通学途上で、被害者は18歳以下の場合が71・5％で中学生以上の通学時だけでなく、性的知識が不十分な幼児や小学生がターゲットとなる痴漢という性的虐待が、その多くが既婚男性が34.7％を占める4大卒のサラリーマンにより行われているが、加害者は大人しそうで泣き寝入りしそうな人物を狙い、「制服は従順の象徴である」判断して制服を着用した学生への加害行為に及んでいるという問題もある。また、#WeToo Japanの調査の結果痴漢被害にあいやすいのはスカートが短いからではなく、私服より制服着用者が多く、制服そのものが被害を誘発し生徒の安全を脅かしていることが分かっている。
学業の本分と健全な学校運営に関わらない余計な生徒指導を生む現状があるブラックな「校則の見直し」と「教師の負担軽減」の両立についての指摘があり、。教員の長時間労働とブラック校則の問題は根底でつながっているとの意見もある。
私服も認める制服改革はコロナ禍での衛生面や換気などによる寒暖差への対応から加速している。また、制服を見直す団体には制服が肌に合わず苦しんだ、など体質的な問題を提起する声も寄せられている。一式の購入費が8～9万のため家計への負担のコストも考慮すべきとの意見もある。
- 2019年4月から、中野区と世田谷区では全区立中学校で女子生徒もスラックスの制服（標準服）を選べるようにした[41]。世田谷区では上川あや議員の経験による質疑がきっかけとなった[42]。

- 福岡市では中学校長会の代表や保護者代表などによる市立中学校の制服を見直す検討委員会が発足し2019年5月には新たな標準服の案がまとまり、同年福岡市は全69校のうち4校がジェンダーフリーの独自学生服を採用。残り65校も福岡市が準備した新たな標準服となり、市内全校がスラックスとスカートを自由に選べる選択式の標準服を採用した。動きやすさや寒暖への対応のほか、男女に関係なく、ズボン、キュロット、スカートのいずれを着るか選べる[43][44]。
- 栃木県の県立高校では、コロナ禍対策の換気による防寒もあり6割で女子生徒にもスラックスが導入されている[45]。
- 静岡県では、既存の制服では寒暖差に応じた調整が難しく、また生徒が小学校でズボンを履き慣れていて制服のスカートに戸惑ったり、性差があらわな格好に抵抗を感じることがあるため多様性や機能性の配慮から女子用スラックスを追加するなど制服見直しが進んでいる[46]
- 2020年、全国で制服選択制の公立高は600超となった[47]。
- さいたま市立大宮北高等学校は、2022年4月から制服にユニクロ既成製品の採用を検討し、既存の制服との選択制導入をした。[48]。

#### 価格カルテル
公正取引委員会は2020年7月に愛知県豊田市にある県立高校6校の制服販売において価格カルテルを結んでいたとして、同市の販売業者3社に対し、独占禁止法違反で再発防止を求める排除措置命令を行うなど流通に不透明さが残る場合がある。

### 学校徴収金の横領
学校徴収金のうち多額を占める修学旅行費については、全国では旅行会社による教育旅行積立を活用して学校徴収の負担を減らす動きもある。PTA費や学校給食費などの学校徴収金については、学校事務職員を初め、関係者による不正流用がしばしば起こる問題がある。2021年1月、明石市では市立小学校の6年生担任男性教諭が修学旅行の積立金、給食費など150万円余りを着服していた。不正流用が相次ぐ背景には、学校に配置される事務職員が少なく、現金管理を実質的に1人に任せがちな現状があると指摘されている。また、熊本県内では県立高校のPTA会費などを横領した容疑で2018年6月、元後援会職員が逮捕されているような事件も起こっている。

### 給食問題
- 給食事故、給食完食強要

給食の完食指導を契機に子供が不登校に陥る場合もあり、小中学校で教員に給食の完食を指導されたせいで不登校や体調不良になったとの相談が延べ1000人以上から寄せられ、訴訟に至ったケースもある。母子家庭において子供が給食の強要指導により不登校となったため、母が仕事を辞めて子供に対応した事例もある。完食指導によって人前での食事に恐怖を感じるようになる「会食恐怖症」の発症要因となることがある。発達障害のある子どもについては感覚過敏やこだわりの強さといった障害の特徴が要因で、限られた食べ物やお菓子しか食べないという極端な偏食を抱えている場合がある。
- 給食費等の公会計化

東京都練馬区では2019年度予算において、全国初として、保護者への精算金返金の迅速化を図る学校徴収金管理システムを運用開始する。
文部科学省は、学校給食費等の徴収に関する公会計化等の推進に関する通知を令和元年7月に発出し、学校給食費を初めとして、教材費，修学旅行費等の学校徴収金学校の負担軽減を図る取組の推進を呼びかけている。
学校給食費の徴収についての文部科学省の平成28年度実態調査では、公会計は39.7%［前回30.9%］である。徴収・管理業務は主に自治体が行うが17.8%、主に学校が行うが21.9%となっている。また未納の保護者への督促を行っている者は、学校事務職員47.1%、学級担任46.0%、副校長・教頭41.0%、校長等 20.3%である。学校給食法により給食運営費以外となる食材料費については保護者が負担するが、かつて学校長徴収であった私費会計処理を世田谷区、千葉市、仙台市などで公会計化している。海老名市では平成24年度より給食センターの私費会計であった給食費を公会計化し、実施1年後の収納率は収納率98.11%となっていた。公会計課した場合に生活保護受給者が不払いであった場合については生活保護法第32条第2項により学校長払いは許されている一方、首長への支払いは許されていなかったが、令和2年10月から第10次地方分権一括法により教育扶助費が学校長等に加え、地方公共団体の長等に支払うことが可能となった。2020年11月の文科省の学校給食費の徴収・管理業務の調査公表では、全国の教育委員会の74.0%が学校に委ねているとの結果となっている。すでに公会計課を導入した千葉市は1校当たり年間で190時間の教職員の業務削減効果があるとしている。

### 学校ICT化格差
2020年春のコロナ禍による全国での休校措置により、長期休校中オンライン授業等に踏み切った学校と対応しない学校に分かれたが、2020年5月11日の文部科学省の学校の情報環境整備に関する説明会では、文部科学省 初等中等教育局 情報教育・外国語教育課長が5%が環境が整っていないから実施しないのは言い訳であると断罪し、この非常時にさえICTを活用しないのは何故かと投げかけている。なお岐阜県の公立高校では同時接続数の増加に伴う画像遅延などオンラインならではの不具合が想定に対し録画したＤＶＤを貸し出しすなどして対応する。東京都足立区では、オリジナル学習教材を新たに用意し区立小・中学校の教員が授業を行い、映像を作成。YouTubeで限定公開した。長野県白馬村白馬中学校では学校長が保護者や周囲の支援を受け、わずか10日でゼロから双方向オンライン授業を実施した。オンライン授業について私立学校の教諭に教員研修をしてもらい、wi-fi環境不足の生徒には協力ホテル内で受講させる環境を整えた。学校でのICT機器の活用は、「アクティブ・ラーニング」や「個別最適化された教材」という効率的な学習を子供に与えると共に教員の業務の効率化にもつながる。大阪市では校務支援システム」で年間約170時間の業務時間を削減できた。評価が困難なアクティブラーニングやグループ学習では、児童や生徒の発言を“可視化”するためのソリューションとしての協働学習支援サービスを活用し、教員の指導や評価を援助する仕組みも始まっている。学習用タブレットの学習ログ、学力テストの結果、児童や生徒から取ったアンケート結果などを統合的に分析し、児童や生徒に個別最適化した指導方法の策定、教員、児童や生徒、保護者に対するフィードバックも可能な「未来型教育 京都モデル実証事業」が京都市と京都大学共同で行われている。新型コロナウイルスによる臨時休校といった事態に対処するため、国、教科書の出版社、端末メーカーやソフトウェアベンダーなどが小中学校へのICT導入が推進されている。

### 教育の公費負担
ジョージ・メイソン大学の公共経済学教授ブライアン・カプランは、シグナリング理論を用いて教育問題を考察したうえで、学校教育のほとんどは無駄なシグナリングであり、政府も教育支出を削減すべきであるとする。カプランは、歴史、社会、美術、音楽、外国語などは、社会に出ても役に立つことはなく、学生もすぐに忘れるほどで、単に時間の無駄となっているとし、必須科目から選択制にしたり、またはそれぞれの授業の水準をあげて成績下位の生徒を落第にすれば無駄はなくなるが、しかし、「税金を使って非実用的な教科を教える授業の廃止」が有効であると主張する。カプランは、「なぜ美術を勉強するという選択肢に公費をかけて納税者が負担しなければならないのか。それより、公立大学の非実用的な学部は閉鎖し、政府の助成金やローンを受けられない私立大学に非実用的な専攻の学科を創設すればいい」と提案し、現在問題になっている高額授業料にしても、無益な進学を抑制しているだけでなく、専攻の最適化にも役立っていると述べる。
日本の教育の公費負担については日本の教育#教育への公的支出参照。
関連項目
- 学歴主義、受験（幼・小・中・高・大）
- 大学倒産時代

## その他
- 体罰、しつけ、過干渉
- モンスターペアレント、モンスターチルドレン
- 教員免許更新制